# Remember (Walkin' in the Sand)
«Remember (Walkin' in the Sand)», también conocida como Remember, es una canción de los años 1960 muy famosa por entonces llegando a ser un gran éxito. La canción pertenece al famoso grupo The Shangri-Las. La canción cuenta cómo una mujer es abandonada por su novio, quien la engaña con otra mujer, recordando sus momentos más felices mientras pasea por la playa. Se publicó como sencillo en agosto de 1964. La canción fue un gran éxito. En el año 1990 fue seleccionada e incluida en la BSO de la obra maestra de Martin Scorsese, Goodfellas. En 2009 fue incluida en la lista de la prestigiosa revista de música Rolling Stone como una de las 500 mejores canciones de la historia del siglo XX. Cabe decir que tanto el grupo como la canción influenció a toda una generación de cantantes y músicos.